# Фик, Генрих фон
Генрих фон Фик (нем. Fick, von Heinrich) (1679, Гамбург, Германия — 1750 или 1751) — государственный деятель, действительный статский советник (1744), вице-президент Коммерц-коллегии (1726).
На русскую службу был принят в конце 1715 года; когда Адам Вейде, по поручению Петра I, во время стоянки русских войск в Мекленбург-Шверине, собирал сведения об устройстве коллегий на западе, то Бассевич рекомендовал ему Фика, как очень способного человека и знатока шведских «коллегий и прав». Пётр I отправил его в Швецию, поручив собрать материалы для проектированной коллегиальной реформы и пригласить в Россию опытных чиновников-шведов. Фик прекрасно исполнил это секретное поручение во враждебной стране, сопряженное со значительной опасностью; он собрал обстоятельные сведения об устройстве шведских коллегий, с полным знанием дела, как это видно из его записок; «но охотников ехать в Россию он нашел недостаточно и нигде не мог найти лиц, которые могли бы занять места асессоров в русских коллегиях». В декабре 1716 года Фик вернулся из Швеции, и 23 января 1717 года он был принят на русскую службу с обязательством служить в течение 12 лет. В том же году, состоя под начальством А. Вейде, он был отправлен в новую командировку в Пруссию, Голштинию и Голландию, для поиска чиновников в русскую службу.
Генрих фон Фик стал одним из разработчиков реформ государственного управления (1717—1722). Коллегиальная реформа первоначально поручена была Петром I Брюсу, в помощники ему был определён Фик; 28 июня 1717 года им было поручено «в генеральных терминах положить, какие дела к какой коллегии принадлежат, и что им вырабатывать и до чего не касаться», затем определить штаты коллегий и размеры жалованья. Через полгода, на основании шведских штатов, привезенных Фиком, им был составлен примерный реестр состава коллегий и утверждён Петром 11 декабря 1717 года. Брюс устранился от организации коллегий в самом начале следующего года, и в мае руководство этим делом окончательно перешло в руки Фика. В 1719 году были составлены и утверждены регламенты первых двух коллегий, камер-коллегии и Штатс-контор-коллегии.
В 1718 году Фик поднял важный вопрос о необходимости согласовать губернское устройство с центральным, коллегиальным. Доклад Фика вызвал приказание государя о разработке в сенате губернской реформы; в основание этой работы сената, начатой с осени 1718 года, было положено описание шведского губернского устройства, сделанное Фиком, и параллельные выписки о соответствующих русских губернских властях.
В связь с коллегиальной и губернской реформой Фик ставил вопрос об устройстве школ — «академий»; в докладе, поданном государю 9 мая 1718 года, он указал на составленную им записку «о нетрудном обучении и воспитании людей, чтобы оных в малое время в такое совершенство поставить, дабы Вашему Величеству гражданские и воинские чины в коллегиях, губерниях, судах, канцеляриях, магистратах и прочая своими природными подданными наполнить, також и собственной своей земли из детей искусных купеческих людей, художников, ремесленников, шкиперов, матросов получить могли». Пётр I написал на этом докладе резолюцию: «сделать академии, а ныне приискать из русских людей, кто учен и к тому склонность имеет», но дело остановилось за недостатком учителей.
До смерти Петра I он оставался советником камер-коллегии, а другие менее его замечательные деятели-иноземцы занимали места вице-президентов коллегий. Это было, быть может, следствием его вражды с Меньшиковым, с которым у Фика были столкновения.
24 ноября 1726 года Екатерина I даровала ему чин статского советника и 14 декабря того же года Фик был назначен вице-президентом Коммерц-коллегии и, исправляя должность президента, занимал это место до 1732 года.
24 февраля 1727 года мануфактур-коллегия была присоединена к коммерц-коллегии и Фик принял деятельное участие в преобразовании этих коллегий и написал проект необходимых изменений в устройстве коммерц-коллегии, в 100 пунктов (депеши Мардефельда).
В важных событиях послепетровского времени, в учреждении Верховного тайного совета и в ограничительной попытке верховников при воцарении Анны Иоанновны, Фик не играл выдающейся роли, но своими идеями, вынесенными с запада, оказал на них заметное влияние. Мысль о необходимости учредить, для завершения коллегиальной реформы, «Высокий тайный совет», высказана была Фиком ещё в 1723 году, в записке, поданной в сенат 9 ноября. В 1730 году он помогал Д. М. Голицыну в составлении планов ограничения самодержавия, за что был арестован; для суда над ним была образована особая комиссия при Департаменте эстляндских и лифляндских дел коллегии юстиции (30 декабря 1731 года), которая признала его виновным в одобрении и защите ограничительных условий, в порицании воображаемых беспорядков предшествовавших царствований и в приписывании их фаворитам. 12 января 1732 года он был приговорён к вечной ссылке и лишению всех пожалованных имений.
Сослан в Сибирь; 23 февраля 1732 года его доставили в Якутск, откуда отправили в Жиганск, далее перевели в Средневилюйское (по другим данным — в Верхневилюйское) зимовье. По вступлении на престол императрицы Елизаветы, Фик был возвращён из ссылки в 1743 году; ему отдали обратно конфискованные имения и вознаградили чином. По заказу правительства он составлял справки по законодательству, мореплаванию, экономике, финансам, юстиции зарубежных стран. В 1744 году подал «Всеподданнейшее предложение и известие» о положении народов Северо-Восточной Сибири, ставшее важным источником по этнографии якутов и тунгусов первой половины XVIII в.